# Asociación de la Industria del Combustible de España

## Asociación de la Industria del Combustible de España
La Asociación de la Industria del Combustible de España (AICE) es una entidad que agrupa a diversas compañías energéticas con actividad en la cadena de valor de los combustibles líquidos en España. Sus miembros desarrollan actividades en el ámbito del refino dentro de la Unión Europea, así como en la comercialización en el territorio español.

## Historia
La AICE surge como evolución de la Asociación Española de Operadores de Productos Petrolíferos (AOP), en el marco de un proceso de transformación de la industria del combustible de España. Esta transformación refleja una ampliación del enfoque hacia procesos y productos renovables, sostenibles y con capacidad de reducción de emisiones, en línea con los objetivos de descarbonización de la economía, para lograr una transición energética eficiente y accesible.

## Composición
AICE está compuesta por las siguientes empresas:
- BP
- Galp
- Gunvor
- Moeve
- Repsol
- Saras Energía

En 2025, la presidencia de la asociación está ocupada por Olvido Moraleda, presidenta de bp España, y la dirección general recae en Elena Mateos.

## Gobierno y estructura
La presidencia de la asociación se alterna entre las empresas asociadas de forma rotatoria. El órgano de gobierno principal es la Junta Directiva, compuesta por representantes de las compañías miembros.

### Junta Directiva (2025)
Presidenta: Olvido Moraleda (BP)
Vicepresidentes:
- Jaime Martín Juez (Repsol)
- Luis Travesedo (Moeve)
- David Álvaro (Galp)

Vocales:
- Estrella Jara (bp)
- Jordi Solsona, Federico Tarín y José Barreiro (Repsol)
- José Enrique Alarcón (Gunvor)
- Javier Antúnez y Juan José Salazar (Moeve)
- Javier Albares (Saras Energía)

Directora General: Elena Mateos

## Principios rectores
Según queda reflejada en su página oficial, se basan en cuatro principios rectores:
- Compromiso. Sitúan la descarbonización como su reto tecnológico realizando grandes inversiones en I+D+i para reducir las emisiones de GEI, tanto en procesos como en productos, y para cumplir con los objetivos climáticos.
- Confianza. Garantizar el suministro, con las refinerías más flexibles y competitivas de Europa, donde se producen combustibles líquidos cada vez más sostenibles, con porcentajes crecientes de combustibles renovables, que contribuyen al fortalecimiento de la autonomía energética de España.
- Contribución. Ofrecer combustibles líquidos con porcentajes crecientes de combustibles renovables que ya están reduciendo emisiones en todos los modos de transporte, y defienden que su potencial es mayor, también para dinamizar las economías rurales y avanzar en la economía circular.
- Competitividad. Defender el desarrollo de las mejores condiciones para la industria, estratégica para España y Europa, y un marco normativo que aporte seguridad jurídica e incentivos a la inversión en descarbonización.

## Actividad e infraestructuras
El sector cuenta con una red significativa de infraestructuras industriales, de producción y de distribución:

### Refinerías
España dispone de nueve refinerías, que representan aproximadamente el 13 % de la capacidad de producción de la Unión Europea. Las instalaciones están ubicadas en:
- Castellón (BP)
- Huelva y San Roque-Cádiz (Moeve)
- La Coruña, Musques, Tarragona, Puertollano y Escombreras (Repsol)
- Tarragona (Asesa)

### Estaciones de servicio
Hay más de 12.300 estaciones de servicio operativas en el país. Su ubicación contribuye a la vertebración del territorio y a la conexión de la España rural.

## Inversión y sostenibilidad
La industria está destinando inversiones a I+D+i para descarbonizar procesos y productos, con una inversión media anual de 700 millones de euros. Las empresas asociadas a AICE mantienen proyectos para ahondar en el desarrollo de combustibles renovables y tecnologías bajas y neutras en carbono.
Según datos del Ministerio para la Transición Ecológica y el Reto Demográfico (MITECO), los combustibles renovables utilizados en 2023 permitieron una reducción de emisiones superior al 82 % respecto a los combustibles convencionales.

## Indicadores económicos
El sector de los combustibles líquidos en España tiene una incidencia económica notable:
- ● Representa más del 50% del mix energético de España.
- ● Emplea a 200.000 personas.
- ● Es la cuarta industria exportadora del país, con más de 27.000 millones de euros en exportaciones
- ● Su volumen de negocio supera los 48.000 millones de euros.